# Turn-Weltmeisterschaften 1911
Die 5. Turn-Weltmeisterschaften fanden 1911 in Turin, Italien statt.

## Ergebnisse

### Mehrkampf
| Rang | Athlet            |
| ---- | ----------------- |
| 1.   | Ferdinand Steiner |
| 2.   | Joseph Czada      |
| 3.   | Karel Stary       |

### Mannschaft
| Rang | Team               |
| ---- | ------------------ |
| 1.   | Böhmen             |
| 2.   | Frankreich         |
| 3.   | Königreich Italien |

### Reck
| Rang | Athlet            |
| ---- | ----------------- |
| 1.   | Joseph Czada      |
| 2.   | Marcos Torres     |
| 3.   | Svatopluk Svoboda |
| 3.   | Guido Romano      |

### Barren
| Rang | Athlet             |
| ---- | ------------------ |
| 1.   | Giorgio Zampori    |
| 2.   | Dominique Follacci |
| 3.   | Paolo Salvi        |
| 3.   | Antoine Costa      |
| 3.   | J. Leconte         |
| 3.   | J. Labeeu          |

### Pauschenpferd
| Rang | Athlet          |
| ---- | --------------- |
| 1.   | Osvaldo Palazzi |
| 2.   | Giorgio Zampori |
| 2.   | Paolo Salvi     |

### Ringe
| Rang | Athlet             |
| ---- | ------------------ |
| 1.   | Ferdinand Steiner  |
| 2.   | Antoine Costa      |
| 2.   | Pietro Bianchi     |
| 2.   | Dominique Follacci |

## Medaillenspiegel
| Rang | Land               |   |   |   | total |
| ---- | ------------------ | - | - | - | ----- |
| 1    | Böhmen             | 4 | 1 | 2 | 7     |
| 2    | Königreich Italien | 2 | 3 | 3 | 8     |
| 3    | Frankreich         | - | 5 | 2 | 7     |
| 4    | Belgien            | - | - | 1 | 1     |